# 2MASS J02082363+2737400
2MASS J02082363+2737400 ist ein Brauner Zwerg im Sternbild Widder. Er wurde 2000 von J. Davy Kirkpatrick et al. entdeckt. Er gehört der Spektralklasse L5 an.